# Proterops bicolorinus
Proterops bicolorinus är en stekelart som beskrevs av Van Achterberg 2009. Proterops bicolorinus ingår i släktet Proterops och familjen bracksteklar. Inga underarter finns listade i Catalogue of Life.